# Metaphoenia amelaena
Metaphoenia amelaena är en fjärilsart som beskrevs av George Francis Hampson 1926. Metaphoenia amelaena ingår i släktet Metaphoenia och familjen nattflyn. Inga underarter finns listade i Catalogue of Life.